# Клименко-Жукова, Вера Феодосиевна
Вера Феодосиевна Клименко-Жукова (укр. Клименко-Жукова Віра Феодосіївна; 22 декабря 1921, с. Петриковка (ныне — посёлок городского типа Петриковского района
Днепропетровской области, Украина) — 28 марта 1965, Киев) — украинская художница, мастер петриковской росписи, член Союза художников Украины. Известна как одна из основоположниц применения петриковской росписи на фарфоре.

## Биография
Родилась в селе Петриковка (ныне — посёлок городского типа Петриковского района).
Училась в Петровской школе декоративной росписи, которую закончила в 1939 году где её учительницей была известная мастерица петриковской росписи — Татьяна Пата. Работала на нескольких разных художественных производствах, с 1944 года до конца жизни работала на Киевском экспериментальном керамико-художественном заводе. Вместе с ней там работали и другие известные мастерицы из Петриковки: Марфа Тимченко, Пелагея Глущенко, Вера Павленко, Галина Павленко-Черниченко. С 1947 года возглавляла художественный цех на этом производстве.
Прежде всего известна благодаря росписям на фарфоре, была одной из основательниц такого применения петриковской росписи и считается одной из самых выдающихся художниц в этом направлении. Также создавала декоративные росписи на бумаге и металле. С 1946 года принимала участие во многих республиканских, всесоюзных и международных выставках.
Скончалась 28 марта 1965 года. Похоронена на Байковом кладбище Киева.